# Slaveykov Peak
Slaveykov Peak (in lingua bulgara: Славейков Връх, Slaveykov Vrah) è un picco roccioso, alto 1760 m, che fa parte dell'Imeon Range, la catena montuosa antartica che occupa quasi interamente l'Isola Smith, nelle Isole Shetland Meridionali, in Antartide.

## Localizzazione
Slaveykov Peak è localizzato alle coordinate 63°00′36″S 62°34′28″W; è situato 2 km a sudovest della cima del Monte Foster al quale è collegato dalla Zavet Saddle, 1,12 km a nord-nordest di Neofit Peak, 2,4 km a est di Lakatnik Point e 3,45 km a nordovest di Ivan Asen Point. Sovrasta il Ghiacciaio Armira a sudest e il Ghiacciaio Bistra a nord.
Mappatura preliminare bulgara nel 2009.

## Denominazione
La denominazione è stata assegnata dalla Commissione bulgara per i toponimi antartici in onore del poeta e pubblicista bulgaro Petko Slavejkov (1827–1895).

## Mappe
- Chart of South Shetland including Coronation Island, &c. from the exploration of the sloop Dove in the years 1821 and 1822 by George Powell Commander of the same. Scale ca. 1:200000. London: Laurie, 1822.
- L.L. Ivanov. Antarctica: Livingston Island and Greenwich, Robert, Snow and Smith Islands. Scale 1:120000 topographic map. Troyan: Manfred Wörner Foundation, 2010. ISBN 978-954-92032-9-5 (First edition 2009. ISBN 978-954-92032-6-4)
- South Shetland Islands: Smith and Low Islands. Scale 1:150000 topographic map No. 13677. British Antarctic Survey, 2009.
- Antarctic Digital Database (ADD). Scale 1:250000 topographic map of Antarctica. Scientific Committee on Antarctic Research (SCAR). Since 1993, regularly upgraded and updated.
- L.L. Ivanov. Antarctica: Livingston Island and Smith Island. Scale 1:100000 topographic map. Manfred Wörner Foundation, 2017. ISBN 978-619-90008-3-0